# Hypatopa hecate
Hypatopa hecate  (лат.) — вид мелких молевидных бабочек рода Hypatopa из семейства сумрачные моли (Blastobasidae, Gelechioidea). Эндемик Коста-Рики (Центральная Америка). Длина передних крыльев 4,5—6,2 мм. Окраска передних крыльев желтовато-коричневая с примесью красновато-коричневых чешуек; задние крылья палево-серые. Обладает сходством с видом Hypatopa pica, отличаясь от него деталями строения гениталий. Вид был впервые описан в 2013 году американским лепидоптерологом Дэвидом Адамски (David Adamski, Department of Entomology, Национальный музей естественной истории, Смитсоновский институт, Вашингтон). Название вида является производным от имени Гекаты, богини магии, волшебства, ведьм и ядовитых растений из древнегреческой мифологии (Hecate).